# Robert Grünig
Robert Grünig (* 27. Februar 1894 in Biel (heimatberechtigt in Burgistein); † 19. August 1984 in Biel) war ein Schweizer Molkereibesitzer und Milchhändler. Er gilt als «Pionier der modernen Konsummilchverwertung» und trat «hartnäckig» für die Interessen der Privatmolkereien ein.

## Leben
Robert Grünig war ein Sohn des Käsehändlers Christian Grünig. Er heiratete Marie, eine Tochter des Milchgrosshändlers Fritz Nobs.
Grünig besuchte das Progymnasium in Biel und absolvierte anschliessend eine Käserlehre sowie eine Ausbildung an der Molkereischule Rütti. Sein Bruder Ernst übernahm 1920 den Käsehandel des Vaters, Grünig selbst die Molkerei. Seit 1924 produzierte er Joghurt, zwei Jahre später Speiseeis und seit 1927 pasteurisierte Milch. Die Monopolstellung seiner Firma wurde 1930/1931 durch die Bieler Frauenvereine in Frage gestellt (siehe auch Bieler Milchkrieg). Grünig gehörte zu den führenden Köpfen im regionalen und Schweizer Milchhändlerverband.
Grünig war 1937–1945 sowie 1953–1958 Präsident und zuletzt Ehrenpräsident des FC Biel-Bienne. Bei der Schwefelbergbad AG wirkte er als Verwaltungsrat. Grünig war Besitzer der Villa Lindenegg in Biel, die er	1939 umfassend renovieren liess.

## Belege
1. ↑  Christoph Zürcher: Robert Grünig. In: Historisches Lexikon der Schweiz.  Stand:11. August 2011.

| Personendaten    | Personendaten                               |
| ---------------- | ------------------------------------------- |
| NAME             | Grünig, Robert                              |
| KURZBESCHREIBUNG | Schweizer Molkereibesitzer und Milchhändler |
| GEBURTSDATUM     | 27. Februar 1894                            |
| GEBURTSORT       | Biel/Bienne, Schweiz                        |
| STERBEDATUM      | 19. August 1984                             |
| STERBEORT        | Biel/Bienne, Schweiz                        |